# 科里斯科岛

科里斯科岛（西侧岛屿）

科里斯科岛（西班牙語：Corisco），是赤道几内亚的一座岛屿，位于赤道几内亚、加蓬两国交界处木尼河区西南29公里的大西洋海域。“Corisco”一词来自葡萄牙语，意为“闪电”。该岛总面积15平方公里，最高点海拔35公尺。加蓬对该岛宣称拥有主权:3。